# Горни-Локань
Горни-Локань (серб. Горњи Локањ, босн. Gornji Lokanj) — населённый пункт (деревня) в общине Зворник, который принадлежит энтитету Республике Сербской, Босния и Герцеговина. По результатам югославской переписи населения 1991 года в Горни Локани проживало 901 человек.

## Население
В населении деревни значительно преобладают сербы.
| 1961                           | 1971 | 1981 | 1991 | - | - | - |
| ------------------------------ | ---- | ---- | ---- | - | - | - |
| 800                            | 851  | 938  | 901  | - | - | - |
| Гистограмма динамики населения |      |      |      |   |   |   |

### Национальный состав населения
На 1991 год:
- сербы — 898 человек;
- другие и неизвестно — 3 человека.